# Walter Köhler (Politiker, 1897)

Walter Köhler

Walter Friedrich Julius Köhler (* 30. September 1897 in Weinheim; † 9. Januar 1989 ebenda) war ein deutscher Politiker (NSDAP). Köhler war in der Zeit des Nationalsozialismus Ministerpräsident von Baden.

## Leben

### Jugend und Ausbildung
Der Sohn eines Kolonialwarenhändlers besuchte bis 1906 die Volksschule und verließ 1912 das Realgymnasium seiner Heimatstadt mit der mittleren Reife. Die folgenden zwei Jahre absolvierte Köhler eine Banklehre beim Vorschussverein Ladenburg. Zu Beginn des Ersten Weltkrieges meldete er sich als Kriegsfreiwilliger zum Reserve-Regiment des Leibgrenadier-Regiments 109 und wurde ab Oktober 1914 an der Westfront eingesetzt. Zuletzt Unteroffizier, geriet Köhler im Juli 1916 in britische Kriegsgefangenschaft, in deren Verlauf er ab Anfang 1918 im niederländischen Rotterdam zum Arbeitseinsatz kam.
Ausgezeichnet mit dem Eisernen Kreuz Zweiter Klasse kehrte Köhler nach Kriegsende nach Weinheim zurück, wo er zunächst im Kolonialwarenladen seiner Eltern arbeitete. Später übernahm er das bereits von seinem Großvater betriebene Geschäft als Inhaber, ehe er den Laden 1933 nach seiner Ernennung zum Ministerpräsidenten verpachtete. Im Mai 1925 heiratete Köhler Emilie Reinhard; aus der Ehe gingen fünf Kinder hervor.

### Frühe politische Betätigung
Nach eigenen Angaben kehrte Köhler aus dem Weltkrieg „national eingestellt“ zurück. 1918 schloss er sich der rechtskonservativen Deutschnationalen Volkspartei (DNVP) an und leitete vorübergehend die Jugendorganisation der Partei in Weinheim. Zudem war Köhler Mitglied im antisemitischen Deutschvölkischen Schutz- und Trutzbund. Eigenen Angaben zufolge wandte sich Köhler 1923 den Nationalsozialisten zu, da die DNVP „einfach zu schwunglos und leisetreterisch“ und zudem nicht in der Lage gewesen sei, die sozialen Probleme zu lösen. 1924 und 1925 war er für den Völkisch-Sozialen Block, einer Auffangorganisation der zu dieser Zeit verbotenen NSDAP, tätig. Im Oktober 1924 nahm Köhler am „Deutschen Tag“ in Bruchsal teil und traf dort erstmals den Teilnehmer des Hitlerputsches und späteren NSDAP-Gauleiter, Robert Wagner.
Der NSDAP trat Köhler wenige Monate nach deren Wiederzulassung im Februar 1925 zum 20. Juni 1925 bei (Mitgliedsnummer 8.246). Köhler wurde Leiter der Weinheimer Ortsgruppe, die anfänglich aus zehn bis fünfzehn Personen bestand. Bis Mai 1928 wuchs die Ortsgruppe auf 250 Mitglieder an und war damit die drittgrößte Badens; etwa 10 % der badischen NSDAP-Mitglieder kamen aus Weinheim. „Ausgebaut wurde insbesondere die Ortsgruppe Weinheim, die unter der Führung des Walter Köhler einen starken Aufschwung genommen hat“, so ein Bericht des badischen Landespolizeiamtes Ende 1929. Köhler war dabei organisierend für die NSDAP tätig und trat als Parteiredner auch für andere Ortsgruppen auf.
Von 1925 bis 1927 leitete Köhler die NSDAP im Kreis Weinheim. Zugleich war er SA-Führer in Weinheim; die SA-Mitglieder rekrutierten sich fast ausschließlich aus dem örtlichen Kriegerverein, in dem Köhler stellvertretender Vorsitzender war. Ab November 1926 vertrat er die NSDAP in der Weinheimer Stadtverordnetenversammlung. 1928 verurteilte das örtliche Amtsgericht Köhler zu einer Geldstrafe von 50 RM wegen „geistiger Urheberschaft“ für eine anonym erschienene, gegen die Stadtverwaltung sowie örtliche Personen und Firmen gerichtete Schmähschrift.
Bei Wahlen entwickelte sich Weinheim für die von Köhler geführte NSDAP zur frühen Hochburg, in der sie stets überdurchschnittliche Wahlergebnisse erzielte. So entfielen bei der Reichstagswahl 1928 in Weinheim 12,7 % auf die NSDAP (Deutsches Reich: 2,6 %); bei der Wahl zum Badischen Landtag im Oktober 1929 erzielte die Partei in der Stadt 26,7 % (Republik Baden: 7,0 %). Köhler erhielt ein Landtagsmandat, übernahm den Vorsitz der sechsköpfigen NSDAP-Fraktion und war damit zum zweitwichtigsten badischen NSDAP-Politiker nach dem Gauleiter Robert Wagner geworden. Im August 1931 avancierte Köhler zum stellvertretenden Gauleiter für Baden; zwischen Januar und März 1933 war er mit der Wahrnehmung der Geschäfte des Gauleiters beauftragt, da Wagner in dieser Zeit Funktionen auf Reichsebene ausübte. Nach 1933 trat Köhler nicht mehr als Mitglied der Gauführung auf; 1934 wurde Hermann Röhn stellvertretender Gauleiter.
Als Landtagsabgeordneter machte Köhler seine Ablehnung des Parlamentarismus deutlich: „Wir sind in den Landtag eingezogen, obwohl wir wußten, daß er faul ist und keinen Sinn hat. Der Landtag hat nur den Sinn, daß die Diäten und Freifahrkarten ausgegeben werden.“ Im Juni 1930 erklärte er: „Wir Nationalsozialisten stehen im Geruch, etwas roh zu sein. Ich stelle fest, daß derjenige, der in einem Saustall Ordnung schaffen will, nicht mit dem Palmwedel kommen kann, sondern er wird durchfahren müssen; er muß dafür sorgen, daß gewisse eiternde Wunden aus dem Volkskörper herausgeschnitten werden.“ Der in Freiburg erscheinenden sozialdemokratischen Zeitung Volkswacht galt Köhler als „unsympathischster und gehässigster“ Redner des Hauses. Nach einer Debatte über die Verträge von Versailles, in der Köhler die demokratischen Parteien für seine Existenz verantwortlich machte, bemängelte die Zeitung seine Hetze im Landtag und schrieb über Köhler: „Das Geschwätz und die Überheblichkeit dieses Herren sind die abstoßendsten Erscheinungen im Landtag.“

### Badischer Ministerpräsident
Nach der Machtübertragung an die Nationalsozialisten forderte Köhler als amtierender Gauleiter am 6. März 1933 ultimativ den Rücktritt der badischen Regierung. Fünf Tage später wurde er kommissarisch mit der Wahrnehmung der Geschäfte des badischen Finanzministeriums beauftragt. Nach der schrittweisen Übertragung weiterer Funktionen war Köhler vom 6. Mai 1933 bis zum Ende des NS-Regimes Badischer Ministerpräsident, Vorsitzender des Badischen Staatsministeriums, Minister für Finanzen und Wirtschaft, Präsident des Badischen Staatsrates und somit Chef des Kabinetts Köhler.
Gauleiter Wagner war in seiner Funktion als Reichsstatthalter dem Ministerpräsidenten übergeordnet. Köhler beschrieb in seinen Lebenserinnerungen sein Verhältnis zu Wagner als „immer korrekt und kameradschaftlich“, räumte aber ein, dass es „durch die verschiedenen Aufgabenbereiche Belastungen“ gegeben hätte. Bis 1942 soll es mehrfache Versuche Wagners gegeben haben, die Ämter des Reichsstatthalters und Ministerpräsidenten in seiner Person zu vereinigen und damit Köhler zu entmachten. Im Gegensatz zu anderen Ländern und Gauen blieben in Baden Machtkämpfe zwischen Gauleiter und Ministerpräsident aus: Köhler verhielt sich gegenüber Wagner loyal; im Gegenzug überließ der Gauleiter mangels eigener ökonomischer Kompetenzen dem Ministerpräsidenten den gesamten Bereich der Wirtschaftspolitik.
Wirtschaftlich war Baden aufgrund seiner Grenzlage – seit 1918 gehörte das Elsass zu Frankreich – in einer schwierigen Situation; ein Aufschwung setzte erst relativ spät 1935 und 1936 ein. Bei Besuchen in Berlin erreichte Köhler eine besondere Förderung Badens; so stimmte auf seinen Vorschlag Hitler 1933 der Wiedereröffnung der Spielbank Baden-Baden zu. Köhler setzte sich für eine stärkere Beteiligung Badens an den Heereslieferungen im Zuge der Aufrüstung der Wehrmacht ein. Seit 1934 leitete er die Wirtschaftskammer Baden, die Anfang 1943 durch die Gauwirtschaftskammer Oberrhein abgelöst wurde. 1936 wurde er zum Leiter der Abteilung Rohstoffverteilung innerhalb des Vierjahresplans ernannt, schied aber 1937 auf eigenen Wunsch aus dieser Position aus.
In der SA wurde Köhler mehrfach befördert, so im Mai 1937 zum Brigadeführer, im November 1938 zum Gruppenführer und zuletzt im November 1943 zum Obergruppenführer. Köhlers Heimatstadt Weinheim hatte ihn bereits am 21. März 1933 zum Ehrenbürger ernannt; Karlsruhe folgte am 9. Mai 1933. Letztere entzog ihm die Ehrenbürgerwürde am 25. April 1946 wieder. Dem funktionslosen Reichstag gehörte Köhler von November 1933 bis Kriegsende als Vertreter des Wahlkreises 32 (Baden) an.
Ab 1939 leitete Köhler das Rüstungskommando Baden; 1942 wurde er zum Wehrwirtschaftsführer ernannt. Ebenfalls 1942 wurde er zusätzlich Badischer Innenminister. Nach der deutschen Besetzung des Elsass 1940 wurde Gauleiter Wagner Chef der Zivilverwaltung (CdZ) für das Elsass; Köhler leitete die Finanz- und Wirtschaftsabteilung beim CdZ. In dieser Funktion unterstützte er die Germanisierungspolitik im Elsass und trug dazu bei, das elsässische Wirtschaftspotential in den Dienst der deutschen Kriegswirtschaft zu stellen: „Jetzt ist die Bahn frei, das südwestliche Industriegebiet unter Einschluß des französisch-lothringischen zu einer organischen Einheit zusammenzuschweißen und zu einem gewaltigen Industriezentrum auszubauen, dessen Gesicht dem Großdeutschen Reich zugeordnet ist.“ Lageberichte des Sicherheitsdienstes vom September 1940 bescheinigen Köhler, mit einer Rundfunkansprache zur Verbesserung der Stimmung der Bevölkerung im Elsass beigetragen zu haben.
Bei Kriegsende befand sich Köhler in Karlsruhe und weigerte sich, die Stadt auf Befehl des Gauleiters Wagner zu verlassen. Als Grund führte er an, dass er als Behördenchef die Interessen der Bevölkerung gegenüber der Besatzungsmacht vertreten müsse. Wagner schloss Köhler am 6. April 1945 aus der NSDAP aus und ließ gegen Köhler ein staatsanwaltschaftliches Ermittlungsverfahren einleiten, das mit dem Kriegsende gegenstandslos wurde.

### Entnazifizierung
„Ich muß mich nun auf die Entnazifizierung vorbereiten. Wenn ich raus will, muß ich auf dem Paragraphen 39 herumreiten und beweisen, daß ich nie Nationalsozialist war. Ich tue das nicht gern, aber ich muß es tun für meine Familie.“

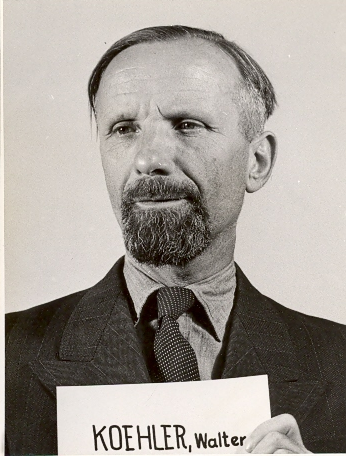
Walter Köhler in alliierter Internierung

Köhler war am 4. April 1945 von französischen Truppen in Karlsruhe gefangen genommen worden. Die folgenden drei Jahre verbrachte er in Internierungslagern in Knielingen, Seckenheim, auf der Festung Hohenasperg sowie im Internierungslager Ludwigsburg. In dieser Zeit sagte Köhler als Zeuge beim Nürnberger Krupp-Prozess aus. Im Oktober 1948 stufte die Spruchkammer Karlsruhe Köhler in der Entnazifizierung als „Minderbelasteter“ ein und verurteilte ihn zu drei Jahren Arbeitslager, die durch die Internierung als verbüßt galten, zu fünf Jahren Berufsverbot und einer Sühneleistung von 1.500 DM. Die Spruchkammer war zu dem Schluss gekommen, dass bei Köhler eine Vielzahl besonderer Umstände nach Artikel 39 vorliegen, die zu einer milderen Beurteilung führen würden. Im Entnazifizierungsverfahren konnte Köhler zahlreiche entlastende Aussagen vorlegen. So sagte der Weinheimer Fabrikant und spätere Bundestagsabgeordnete, Richard Freudenberg, aus, es sei in Weinheim allgemein bekannt gewesen, dass Köhler ein „grundanständiger Mensch geblieben ist.“ Der südbadische Justizminister Hermann Fecht bestätigte, dass Köhler Beamte nicht nach Parteizugehörigkeit ausgesucht habe und sich mit dieser Haltung die Kritik des Gauleiters Wagner zugezogen habe. Dennoch hatte Köhler im Juni 1934 die badischen Beamten aufgerufen, sich aktiv in der NSDAP und ihren Gliederungen zu betätigen. Im Vorfeld des Entnazifizierungsverfahrens hatte Köhler angegeben, nie Dienst in der SA gemacht zu haben, was im Widerspruch zu seinem tatsächlichen Engagement seit 1925 stand.
Gegen die Einstufung Köhlers als „Minderbelasteter“ legte der öffentliche Ankläger Widerspruch ein. In einem zweiten Verfahren wurde Köhler im April 1950 bei Beibehaltung des bisherigen Strafmaßes als „Belasteter“ eingestuft. Die Spruchkammer äußerte sich zu den von Köhler vorgetragenen Argumenten:
„Der Betroffene übersieht, daß er auch ohne sich selbst an Gewalttätigkeiten zu beteiligen, durch Übernahme einer führenden Funktion die nat.soz. Gewaltherrschaft gefördert hat. Ohne das Gerippe der politischen, dem sogenannten Führer ergebenen Funktionäre wäre die Errichtung der nat.soz. Diktatur nicht möglich gewesen.“

### Lebensabend
Nach seiner Freilassung 1948 betätigte sich Köhler kurzzeitig als Vertreter für Tuche. Zusammen mit einem früheren HJ-Führer gründete er in Karlsruhe eine Versicherungsagentur. Den Erfolg der Agentur kommentierte Köhler gegenüber einem Geschäftspartner mit den Worten: „Sie, […], ’s isch ganz gut, daß es so gekomme isch, sonscht wär’ ich nie so reich g’worde.“ Offiziell in den 1960er Jahren pensioniert, stand er noch 1985 mit der Agentur in Verbindung. In den 1970er Jahren stand Köhler Historikern als Zeitzeuge zur Verfügung. Ab Mitte 1976 schrieb er über mehrere Jahre seine unveröffentlichten Lebenserinnerungen nieder, die über 400 Maschinenseiten umfassen.

## Bewertungen
„Köhler war eine mitteilsame pfälzische Frohnatur mit unverrückbarer nationalsozialistischer Gesinnung, untadeliger Lebensführung, starker Bindung an die Familie, großer physischer Kraft in Form von Ausdauer und Zähigkeit und hohem Pflichtbewußtsein. Als Protestant neigte er dazu, christliche Glaubensinhalte und Begriffe auf den Nationalsozialismus zu übertragen, der von ihm als eine ‘neue Botschaft des Heils’ verstanden wurde (und von der er zeit seines Lebens nicht lassen konnte).“

In seinen Lebenserinnerungen verwies Köhler auf die Schwierigkeiten bei seiner Entnazifizierung: Die Spruchkammer habe einen Mann zu be- und verurteilen gehabt, „der einerseits als engagierter Nationalsozialist dieser Bewegung vor 1933 in führender Stellung den Weg mitgeebnet … [hatte], der von 1933 – 45 die Spitzenstellung in der Badischen Regierung einnahm und nach Angaben von Prominenten aus Staat und Wirtschaft als der gute Mensch von Weinheim hochgejubelt wurde.“
Hervorgehoben werden Köhlers rhetorische Fähigkeiten, die „noch durch das anheimelnde pfälzische Idiom verstärkt wurden“: Im Landtag zeigte er sich „als gewandter und auch witziger Debattenredner – Eigenschaften, die seinem Gauleiter völlig abgingen –, der in der Regel frei sprechend durchaus in der Lage war, schlagkräftig zu argumentieren.“ Köhler selbst verwies noch im hohen Alter auf seine Redegewandtheit: „Im Kopp hakt’s manchmal aus, awwer mein Schnawwl geht immer noch wie g’schmiert“, so Köhler 1985 gegenüber einer Lokalzeitung. Zeit seines Lebens blieb Köhler seiner Heimatstadt Weinheim eng verbunden und hatte dort auch in seiner Zeit als Ministerpräsident seinen Hauptwohnsitz. Als um 1990 Zeitzeugen zu Köhlers Rolle in der Weinheimer NSDAP während der Weimarer Republik befragt wurden, äußerte sich niemand über Köhler negativ – Sozialdemokraten eingeschlossen. In ihrem Nachruf beschrieben die Weinheimer Nachrichten die Zeit des Nationalsozialismus als die Zeit „seines größten politischen Erfolges“. Köhler selbst zeigte kein Unrechtsbewusstsein, 1977 gab er gegenüber dem amerikanischen Historiker Johnpeter H. Grill an, „daß, wenn die Gelegenheit bestünde, er ‚alles noch einmal tun würde‘“.
Zu Köhler erschienen 1999 und 2000 zwei biographische Skizzen. Horst Ferdinand kam zu dem Schluss, dass Köhler planmäßig Tarn- und Täuschungsmanöver betrieben habe, bei denen die Wahrheit auf der Strecke blieb. Ferdinand nahm damit Bezug auf den badischen Staatspräsidenten Joseph Schmitt, der Köhler im April 1932 im Landtag zugerufen hatte: „Herr Abgeordneter Köhler, im Tarnen von Absichten sind Sie unerreicht!“ Ernst Otto Bräunche, Leiter des Karlsruher Stadtarchivs, kam 2000 zu folgender Einschätzung von Köhler:
„Köhler gehörte zu den entscheidenden Wegbereitern der NSDAP in Baden und damit zu den aktiven „Totengräbern der Weimarer Republik“ und der Demokratie in Baden. Im Dritten Reich „funktionierte“ Köhler in seinem Aufgabenbereich letztlich problemlos und trug so maßgeblich dazu bei, die NS-Herrschaft zu stützen und zu festigen. Auch als die Bundesrepublik sich lange etabliert und gefestigt hatte, war er noch davon überzeugt, daß die Demokratie keine Zukunft habe.“